# Ngọc giá
Yucca filamentosa là một loài thực vật có hoa trong họ Măng tây. Loài này được L. miêu tả khoa học đầu tiên năm 1753.

## Hình ảnh

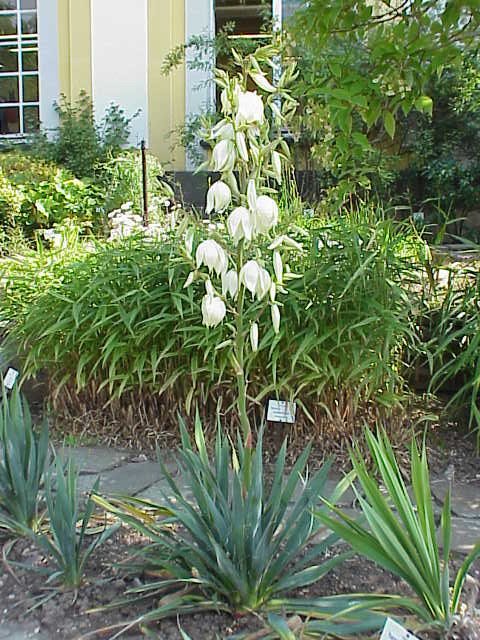
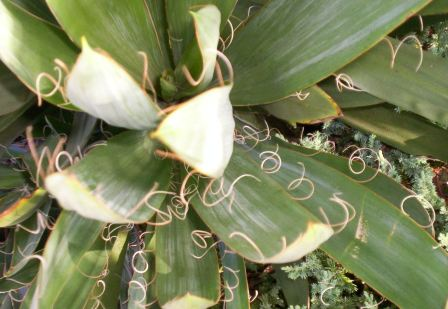
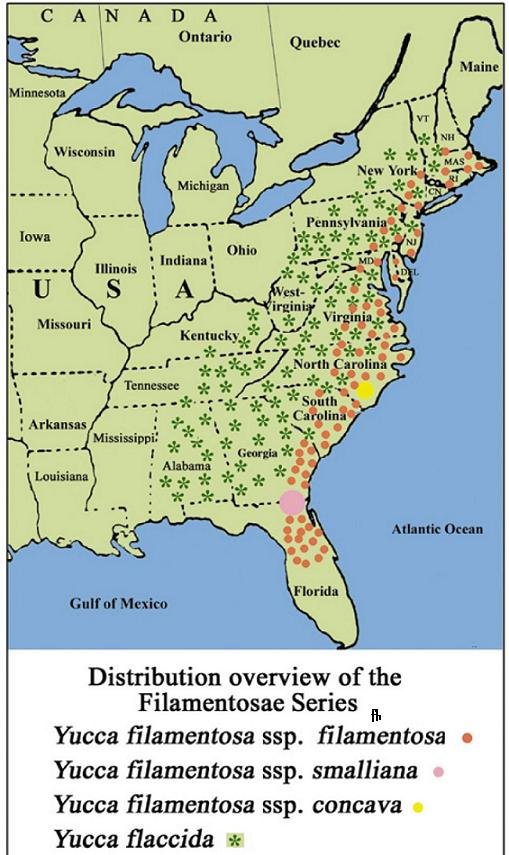
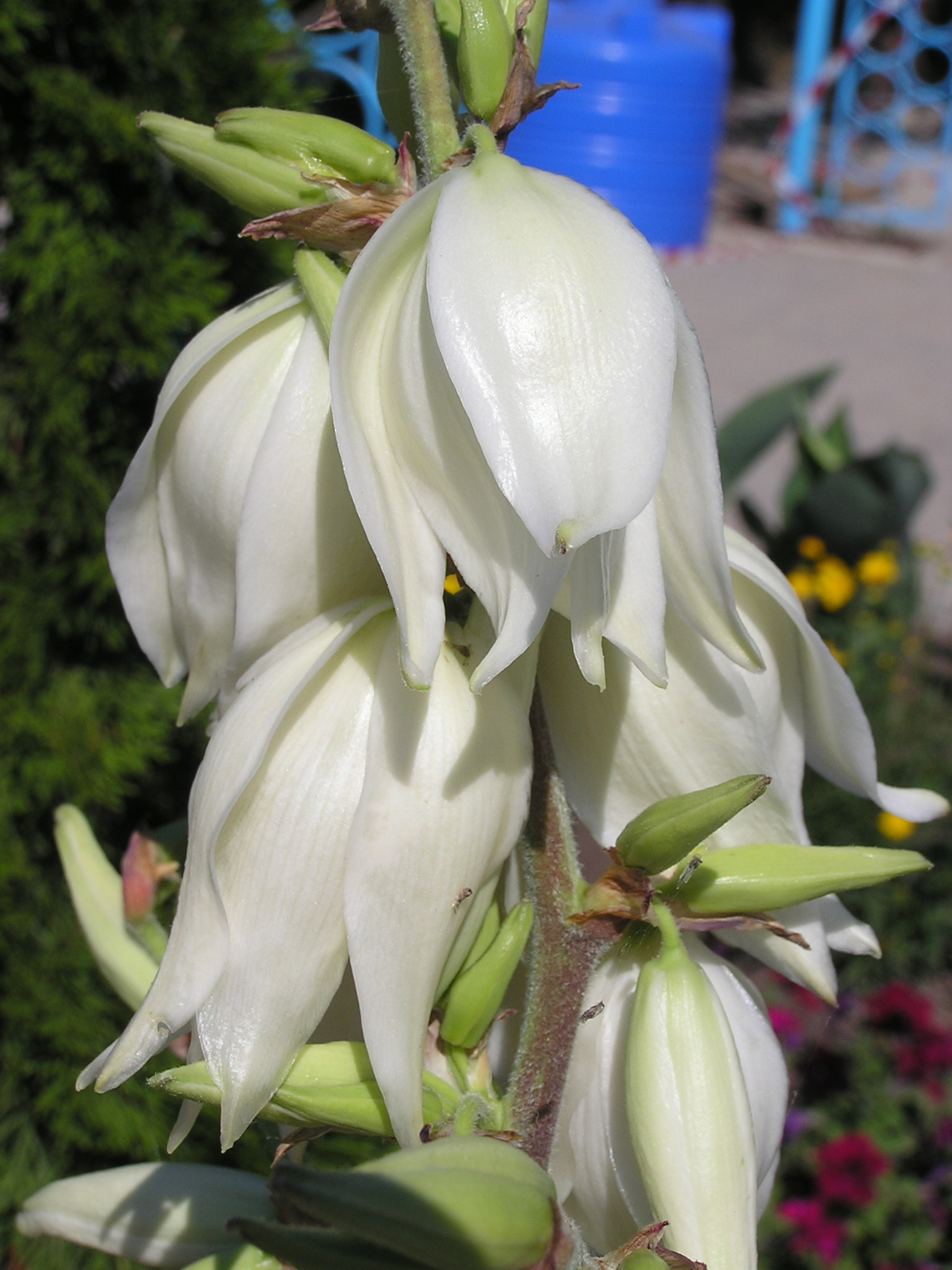